# Duizendjarige den

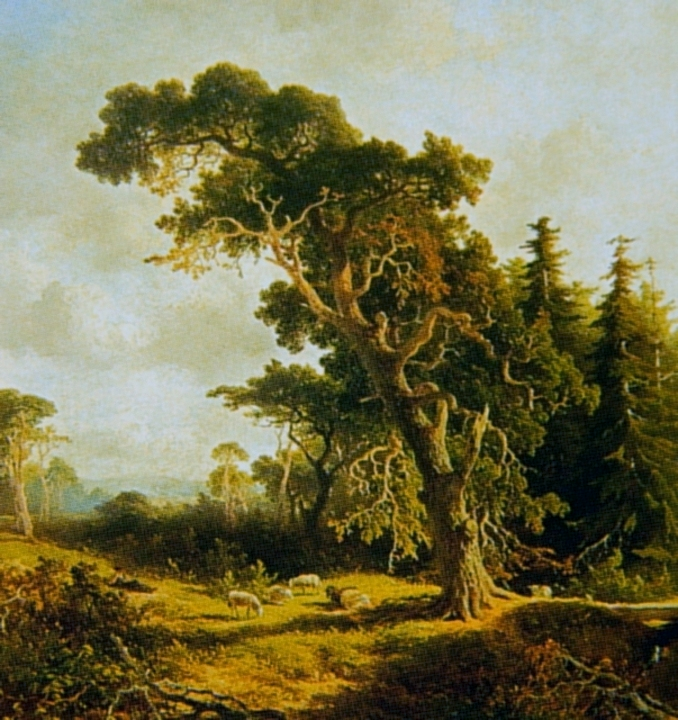
De Duizendjarige den in ca. 1850 geschilderd door J.W. Bilders

De Duizendjarige den was een grove den (Pinus sylvestris) die groeide in de Wolfhezerbossen bij Wolfheze. De naam is bedacht door kunstschilder Johannes Warnardus Bilders die behoorde tot de 'Oosterbeekse School' uit de tweede helft van de 19e eeuw. De leden waren onder meer gespecialiseerd in romantische rustieke landschappen en landschapselementen.
Op 28 mei 2006 is de boom omgevallen. De Duizendjarige den was toen ongeveer 400 jaar oud. De boom met een omtrek van 430 centimeter vertoonde geen tekenen van ziekte maar had wel een holle stam. Hij was ongeveer 22 meter hoog. Volgens schattingen was de boom rond 1600 ontkiemd en daarmee een van de oudste bomen van Nederland. De boom is opgenomen onder nummer 1678349 in het Landelijk Register van Monumentale Bomen.

## Schatting van de leeftijd
De betrouwbaarste schatting van de leeftijd van de Duizendjarige den is volgens een medewerker van de vakgroep plantentaxonomie van de Universiteit Wageningen verricht met behulp van een boorkern, verkregen met een aanwasboor op borsthoogte uit de stam in juli 1971. Waarschijnlijk is in hetzelfde jaar ook een takschijf van een afgevallen lage zijtak genomen.
Bij een onderzoek 24 jaar later in 1995 zijn boorkern en takschijf gebruikt voor een meting. De boorkern bleek 238 jaarringen te bevatten. Hierbij zijn nog vier jaar opgeteld; dit is de tijd die de boom nodig had om tot borsthoogte te groeien. Dat geeft aan dat de minimumleeftijd op dat moment 238 + 4 + 24 = 266 jaar moest zijn; de boorkern miste echter ongeveer 35 centimeter van het binnenste van de stam door houtrot, waardoor de boom nog 100 tot 150 jaar ouder kan worden geschat. De takschijf van de afgevallen zijtak had 364 jaarringen. Met de schatting dat de binnenste jaarring van de takschijf moest zijn gevormd toen de boom 10 jaar oud was, bracht dat de geschatte leeftijd op 364 + 10 + 24 = 398 jaar per 1995. Dit komt goed overeen met de uitkomst op basis van de boorkern.

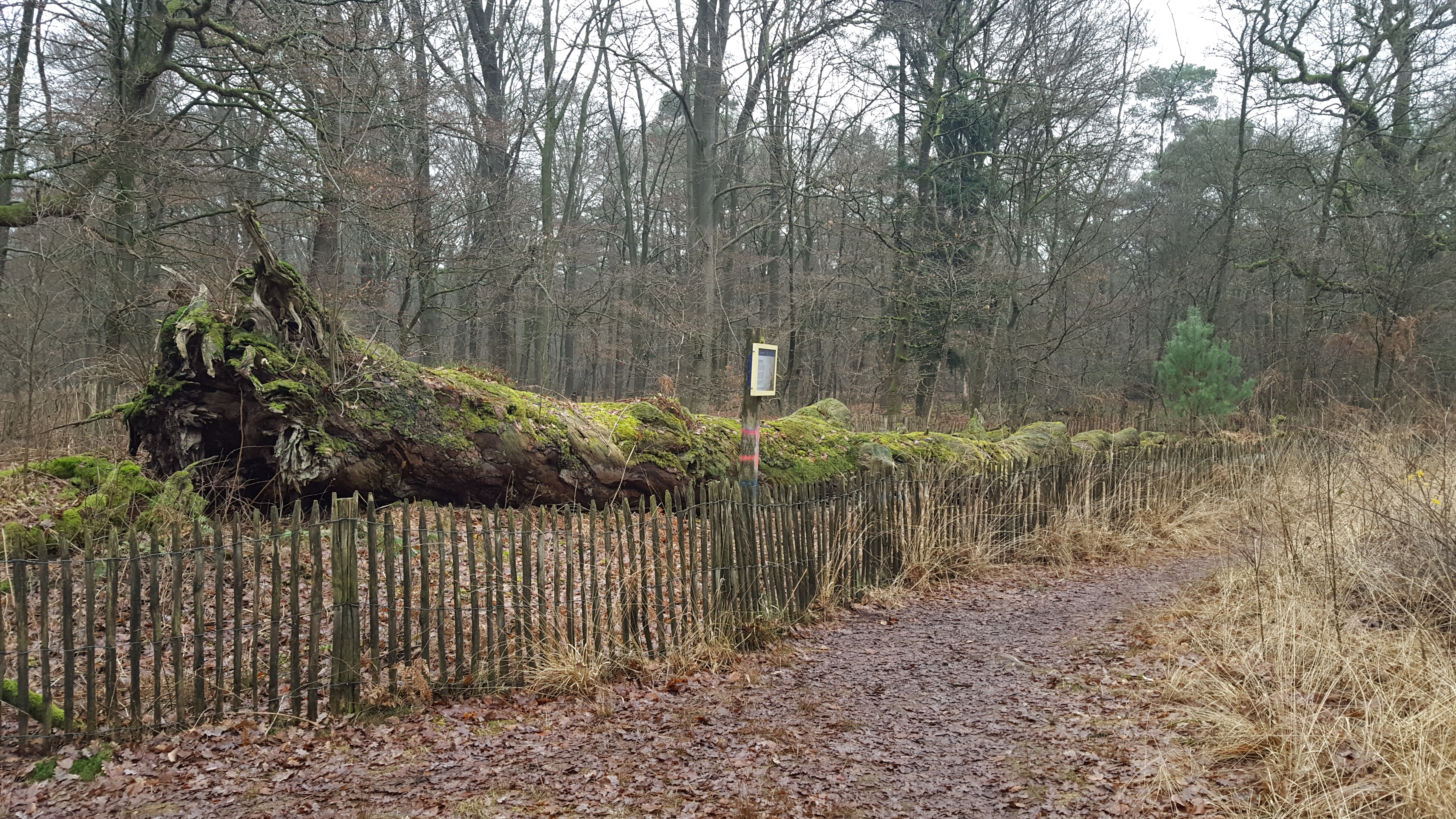
De boom in 2016
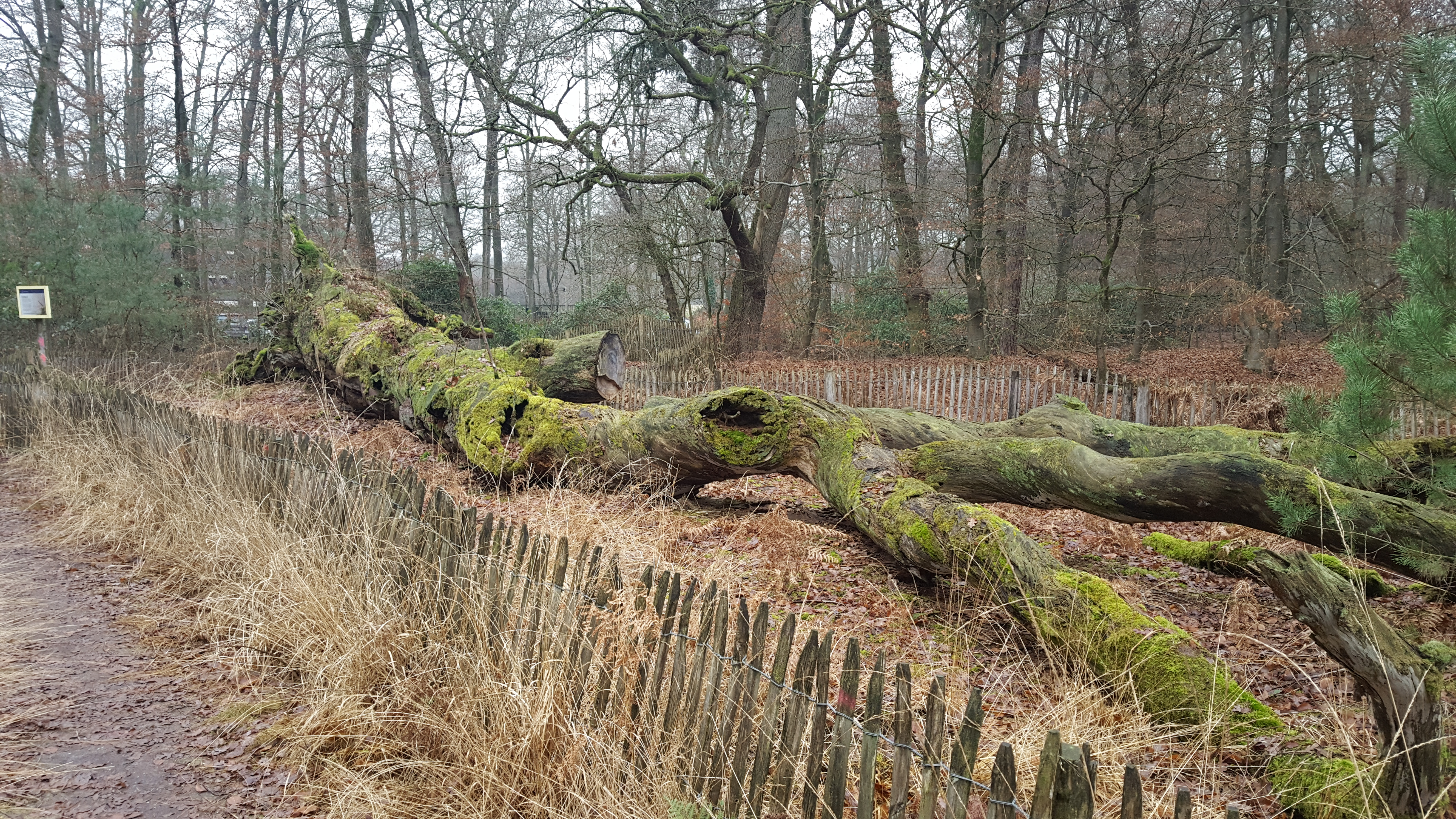